# DDR-Leichtathletik-Hallenmeisterschaften 1967
Die DDR-Leichtathletik-Hallenmeisterschaften wurden 1967 zum vierten Mal ausgetragen und fanden am 19. Februar wie in den Jahren zuvor in der Dynamo-Sporthalle im Sportforum von Ost-Berlin statt, bei denen in 20 Disziplinen (12 Männer/8 Frauen) die Meister ermittelt wurden.
Bei den Männern gelang es drei Athleten (Koch (400 m), Pfeil (Hoch) und Rückborn (Drei) sowie der Staffel vom SC Leipzig (4 × 2 Runden)) ihren Titel aus dem Vorjahr zu verteidigen, was bei den Frauen nur (Kühne (400 m) sowie der Staffel vom SC Dynamo Berlin (4 × 1 Runde)) gelang. Für die Frauenstaffel vom SC Dynamo Berlin war es der Vierte und für die Männerstaffel vom SC Leipzig der dritte Titel in Folge.
Für den sportlichen Höhepunkt sorgte Karin Balzer, als sie im Finale über 55 m Hürden ihre eigene 1964 aufgestellte Hallenweltbestleistung egalisierte. Im 55 m Sprint der Frauen erzielte Brigitte Geyer im Vorlauf mit 6,9 s eine neue DDR-Hallenbestleistung, die dann Renate Heldt im Finale auf 6,8 s verbesserte. Weitere nationale Bestleistungen stellten Dagmar Melzer im Hochsprung, Bärbel Löhnert im Weitsprung, Günter Gollos im 55-Meter-Lauf, Richard Stotz im Zwischenlauf über 55 m Hürden und Hans-Jürgen Rückborn im Dreisprung auf.
Zu zwei Meisterehren kam in diesem Jahr Hartmut Koch. Mit insgesamt 6 Gold-, 4 Silber- und 3 Bronzemedaillen stellte wie in den Jahren zuvor der SC Dynamo Berlin die erfolgreichste Mannschaft bei den Meisterschaften.

## Männer
| Disziplin                                                                                            | Gold                                                               | Gold        | Silber                                                                          | Silber      | Bronze                                                                         | Bronze      |
| 0055 m                                                                                               | Günter Gollos ASK Vorwärts Potsdam                                 | 6,1 s       | Detlef Lewandowski SC Dynamo Berlin                                             | 6,1 s       | Hermann Burde ASK Vorwärts Potsdam                                             | 6,1 s       |
| 0400 m                                                                                               | Hartmut Koch SC Leipzig                                            | 48,9 s      | Hans-Jürgen Lehmann SC Karl-Marx-Stadt                                          | 49,8 s      | Günter Klann ASK Vorwärts Potsdam                                              | 50,2 s      |
| 0800 m                                                                                               | Mathias Seidler SC Dynamo Berlin                                   | 1:50,0 min  | Klaus-Jürgen Flehr SC Traktor Schwerin                                          | 1:50,8 min  | Rainer Sigbjörnsen SC Turbine Erfurt                                           | 1:51,0 min  |
| 1500 m                                                                                               | Dieter Hermann SC Turbine Erfurt                                   | 3:45,7 min  | Jürgen Knörnschild SC Leipzig                                                   | 3:48,1 min  | Rainer Fähse SC Chemie Halle                                                   | 3:49,1 min  |
| 3000 m                                                                                               | Wolfgang Hanschke SC Turbine Erfurt                                | 8:08,2 min  | Paul Krebs ASK Vorwärts Potsdam                                                 | 8:14,0 min  | Klaus Schimmagk SC Traktor Schwerin                                            | 8:15,0 min  |
| 4 × 2 Runden (286 m)                                                                                 | SC Leipzig Helmut Ebert Harald Eggers Heinz Erbstößer Hartmut Koch | 2:13,7 min  | ASK Vorwärts Potsdam I Peter Haase Hermann Burde Steffen Dietel Wolfgang Müller | 2:14,7 min  | ASK Vorwärts Potsdam II Bernd Hopfer Hartmut Schelter Uwe Kettner Günter Klann | 2:15,2 min  |
| 55 m Hürden                                                                                          | Richard Stotz ASK Vorwärts Potsdam                                 | 7,4 s       | Siegfried Pradel ASK Vorwärts Potsdam                                           | 7,4 s       | Bodo Heinemann SC Cottbus                                                      | 7,4 s       |
| Hochsprung                                                                                           | Werner Pfeil SC Cottbus                                            | 2,09 m      | Rudi Köppen SC Dynamo Berlin                                                    | 2,06 m      | Joachim Kirst ASK Vorwärts Potsdam                                             | 2,03 m      |
| Stabhochsprung                                                                                       | Joachim Bär SC Dynamo Berlin                                       | 4,70 m      | Christian Prygiel SC Dynamo Berlin                                              | 4,70 m      | Frank Kunadt SC DHfK Leipzig                                                   | 4,60 m      |
| Weitsprung                                                                                           | Klaus Schiller SC Dynamo Berlin                                    | 7,53 m      | Max Klauß SC Einheit Dresden                                                    | 7,49 m      | Günter Gollos ASK Vorwärts Potsdam                                             | 7,47 m      |
| Dreisprung                                                                                           | Hans-Jürgen Rückborn ASK Vorwärts Potsdam                          | 16,14 m     | Klaus Neumann SC Dynamo Berlin                                                  | 16,05 m     | Heinz-Günter Schenk SC Dynamo Berlin                                           | 15,46 m     |
| Kugelstoßen                                                                                          | Hans-Peter Gies SC Dynamo Berlin                                   | 17,89 m     | Rudolf Langer SC Magdeburg                                                      | 17,53 m     | Dieter Prollius SC Einheit Dresden                                             | 17,30 m     |
| Der Meister im 10-km-Gehen wurde am 5. März 1967 in der Senftenberger Sporthalle Aktivist ermittelt. |                                                                    |             |                                                                                 |             |                                                                                |             |
| 10 km Gehen                                                                                          | Dieter Lindner SC Chemie Halle                                     | 44:28,8 min | Horst Stäps ASK Vorwärts Potsdam                                                | 45:53,0 min | Gerd Paulick ASK Vorwärts Potsdam                                              | 46:03,6 min |

## Frauen
| Disziplin           | Gold                                                                       | Gold       | Silber                                                                              | Silber     | Bronze                                                                        | Bronze     |
| 0055 m              | Renate Heldt TSC Berlin                                                    | 6,8 s      | Brigitte Geyer SC Motor Jena                                                        | 6,9 s      | Renate Meißner SC Motor Jena                                                  | 6,9 s      |
| 0400 m              | Rita Kühne SC Dynamo Berlin                                                | 57,6 s     | Dagmar Drechsler SC Potsdam                                                         | 57,7 s     | Karin Golze SC Cottbus                                                        | 59,0 s     |
| 0800 m              | Waltraud Pöhlitz SC Chemie Halle                                           | 2:11,3 min | Regine Kleinau SC DHfK Leipzig                                                      | 2:12,3 min | Margit Schütt SC Dynamo Berlin                                                | 2:14,4 min |
| 4 × 1 Runde (143 m) | SC Dynamo Berlin Gabriele Zindler Petra Zörner Gisela Sawatzki Ursula Böhm | 1:10,6 min | SC Einheit Dresden Alexandra Fischer Dagmar Richter Gerda Mittenzwei Kristina Hauer | 1:11,9 min | SC Karl-Marx-Stadt Karin Schamberger Angela Höhme Inge Schmidt Barbara Ziller | 1:12,1 min |
| 55 m Hürden         | Karin Balzer SC Leipzig                                                    | 7,5 s      | Regina Höfer SC DHfK Leipzig                                                        | 7,7 s      | Inge Köppen SC Dynamo Berlin                                                  | 7,8 s      |
| Hochsprung          | Dagmar Melzer SC DHfK Leipzig                                              | 1,74 m     | Rita Gildemeister SC Leipzig                                                        | 1,72 m     | Karin Schulze SC DHfK Leipzig                                                 | 1,67 m     |
| Weitsprung          | Bärbel Löhnert SC Frankfurt                                                | 6,28 m     | Gerda Mittenzwei SC Einheit Dresden                                                 | 6,02 m     | Regina Höfer SC DHfK Leipzig                                                  | 5,92 m     |
| Kugelstoßen         | Ingeborg Friedrich SC Turbine Erfurt                                       | 15,23 m    | Hannelore Friedel SC Motor Jena                                                     | 15,08 m    | Barbara Schubert SC Motor Jena                                                | 14,12 m    |

1. ↑   Richard Stotz egalisierte im Zwischenlauf mit 7,3 s die DDR-Hallenbestleistung.
2. ↑   Brigitte Geyer stellte im Vorlauf mit 6,9 s eine neue DDR-Hallenbestleistung auf.

## Medaillenspiegel
Der Medaillenspiegel umfasst die Medaillengewinner und -gewinnerinnen aller Wettbewerbe.
| Platz | Verein                        | Verein               | Gold | Silber | Bronze | Gesamt |
| 01    | Logo vom SC Dynamo Berlin     | SC Dynamo Berlin     | 6    | 4      | 3      | 130    |
| 02    | Logo vom ASK Vorwärts Potsdam | ASK Vorwärts Potsdam | 3    | 4      | 6      | 130    |
| 03    | Logo vom SC Leipzig           | SC Leipzig           | 3    | 2      | –      | 5      |
| 04    | Logo vom SC Turbine Erfurt    | SC Turbine Erfurt    | 3    | –      | 1      | 4      |
| 05    | Logo vom SC Chemie Halle      | SC Chemie Halle      | 2    | –      | 1      | 3      |
| 06    |                               | SC DHfK Leipzig      | 1    | 2      | 3      | 6      |
| 07    | Logo vom SC Cottbus           | SC Cottbus           | 1    | –      | 2      | 3      |
| 08    | Logo vom TSC Berlin           | TSC Berlin           | 1    | –      | –      | 1      |
| 08    | Logo vom SC Frankfurt         | SC Frankfurt         | 1    | –      | –      | 1      |
| 10    | Logo vom SC Einheit Dresden   | SC Einheit Dresden   | –    | 3      | 1      | 4      |
| 11    | Logo vom SC Motor Jena        | SC Motor Jena        | –    | 2      | 2      | 4      |
| 12    | Logo vom SC Traktor Schwerin  | SC Traktor Schwerin  | –    | 1      | 1      | 2      |
| 12    | Logo vom SC Karl-Marx-Stadt   | SC Karl-Marx-Stadt   | –    | 1      | 1      | 2      |
| 14    | Logo vom SC Potsdam           | SC Potsdam           | –    | 1      | –      | 1      |
| 14    | Logo vom SC Magdeburg         | SC Magdeburg         | –    | 1      | –      | 1      |
|       | Total                         | Total                | 21   | 21     | 21     | 63     |